# 彭景華
彭景華[1960年3月13日出生於台北市,祖籍湖南新化]，台灣棋院七段、中國圍棋會五品職業圍棋棋士。

## 生平
老松國小,南門國中,建國中學,台灣大學資訊工程系畢業.

## 升段紀錄
- 1985年新九品 中國圍棋會，同年，七品
- 1987年晉升六品 中國圍棋會
- 1988年晉升五品 中國圍棋會
- 2000年3月4日 聘任職業六段 台灣棋院
- 2007年9月2日 晉升職業七段 台灣棋院

## 戰績

### 國內戰績
- 累積10冠軍17亞軍（冠軍總數129）

| 頭銜       | 期數              | 通算期數 | 備註                 |
| ---------- | ----------------- | -------- | -------------------- |
| 國手       | 舊國手戰第8，16期 | 通算2期  | （累積2冠4亞）       |
| 名人       | 第16期，第18期    | 通算2期  | （累積2冠8亞）       |
| CMC盃      | 第1屆             | 通算1期  | （累積1冠1亞）       |
| 中環盃     | 第2，10屆         | 通算2期  | （累積2冠1亞）       |
| 東鋼盃     | 第2屆             | 通算1期  | （累積1冠）          |
| 永大盃     | 第7屆             | 通算1期  | （累積1冠）          |
| 棋靈王盃   | 第1屆             | 通算1期  | （累積1冠）          |
| 茂榜盃     |                   |          | 茂榜盃 2-1990 亞軍   |
| 鈺德杯     |                   |          | 2007亞軍             |
| 聯電千禧盃 |                   |          | 第1屆亞軍（累積1亞） |

- 舊國手戰（應昌期基金會主辦）。1981年—1999年，共19屆。詳見台灣國手戰。

### 國際戰績
- 共11次國際大賽本賽出賽，總成績3勝11負

| 頭銜       | 年份           | 期數     | 最佳成績 | 註                                  |
| ---------- | -------------- | -------- | -------- | ----------------------------------- |
| 應氏盃     | 1992年         | 第2屆    | 32強     | 本賽1次，0勝1負                     |
| 春蘭杯     | 2001年         | 第3屆    | 16強     | 本賽連續4次（第2屆—第5屆），1勝4負  |
| 富士通杯   | 1991年，1992年 | 第4，5屆 | 16強     | 本賽連續4次（第3屆—第6屆），2勝4負  |
| 東洋證券杯 | 1992年，1993年 | 第3，4屆 | 32強     | 本賽連續2次（第3屆，第4屆），0勝2負 |